# Петербургская типологическая школа
Петербургская типологическая школа — направление в российском языкознании, нацеленное на масштабное типологическое описание грамматических категорий глагола; сформировалась в Ленинграде в 1960—70 годах и продолжает активно развиваться там же в начале XXI в. Основатель — А. А. Холодович; наиболее значительные представители — В. С. Храковский, В. П. Недялков, Н. А. Козинцева и др. Тесно сотрудничали с Петербургской типологической школой и принимали участие в ряде её проектов также Ю. С. Маслов, С. Е. Яхонтов, Г. Г. Сильницкий, И. А. Мельчук, А. П. Володин, Д. М. Насилов, А. К. Оглоблин, А. Е. Кибрик, В. Б. Касевич, В. М. Алпатов, И. Ш. Козинский, В. А. Плунгян и другие российские лингвисты.

## Теоретическая основа
В основе деятельности школы лежат идеи А. А. Холодовича о возможности единообразного описания грамматических категорий в языках мира как формально различных средств выражения некоторого единого ограниченного множества значений — универсальной «библиотеки смыслов». Каждый язык отбирает те универсальные значения, которые он выражает грамматическими средствами. Если несколько универсальных значений выражается одним и тем же показателем, то это явление называется «совмещением значений»; типы совмещения значений не случайны и подлежат особенно тщательному изучению.

## Методика описания

### Исчисление
Дополнительной особенностью подхода А. А. Холодовича является стремление к исчислению всех возможных значений универсальной грамматической категории (или понятийной области), так что сначала устанавливается множество всех возможных семантических комбинаций, а потом проверяется, какие из них действительно встречаются в естественных языках и каковы причины существующих ограничений и запретов на определённые комбинации. Впервые эта программа была реализована в серии совместных работ А. А. Холодовича и И. А. Мельчука о грамматической категории залога.

### Составление анкет
В практическом отношении реализация программы А. А. Холодовича обычно осуществляется с помощью предварительно составленных типологических анкет, в которых собраны диагностические контексты, позволяющие проверить существование средств для выражения нужных смыслов в произвольном языке. Вообще говоря, использование разного рода анкет достаточно характерно для любого типологического исследования, но именно в практике Петербургской типологической школы оно получило особенно большое развитие. Разработанные в процессе исследования анкеты имеют самостоятельное научное значение и обычно публикуются в приложении к типологическим исследованиям школы. Для стиля сборников обычно характерно единообразие и стандартизация языковых описаний, которые для каждого языка выполняются по одной и той же жёсткой схеме. Иными словами, к данным каждого языка задаются одни и те же вопросы, и полученные ответы сопоставляются. Список вопросов определяется заранее, на основе пилотных исследований, предшествующих написанию основной массы статей. Теоретические выводы, как правило, обобщаются во вводной статье (принадлежащей обычно редактору сборника); все прочие статьи призваны более детально проиллюстрировать эти положения.

## Основные результаты

### По категориям
В силу ряда обстоятельств, наиболее успешно программа Петербургской типологической школы была реализована на первых этапах в исследовании синтаксических глагольных категорий, или «конструкций» — прежде всего, категорий залогового типа. Первый сборник под редакцией А. А. Холодовича был посвящён типологии каузативных конструкций (1969); эта книга, на много лет вперёд определившая стандарты типологического описания, по-прежнему считается классической. Далее последовал сборник, посвященный типологии пассивных конструкций (1974) — последний сборник, опубликованный при жизни А. А. Холодовича. Залоговая тематика была продолжена в сборниках под редакцией В. С. Храковского (1978 и 1981); несколько особняком в этом ряду стоит сборник (также под ред. В. С. Храковского), посвящённый типологии конструкций с предикатными актантами (1985).
В дальнейших сборниках уже была предпринята попытка исследования глагольных категорий, в той или иной степени связанных с выражением аспекта или модальности. Это имевший большой резонанс сборник под ред. В. П. Недялкова и С. Е. Яхонтова по типологии результативных конструкций (эта проблематика была затронута ещё в работах самого А. А. Холодовича), опубликованный по-русски в 1983 году и в английском переводе в 1988; английская версия содержала существенно больше статей по отдельным языкам, а также теоретическую статью И. Ш. Козинского. За ним последовал сборник по типологии итеративных конструкций под ред. В. С. Храковского (1989), также впоследствии переведённый на английский, и серия сборников, также под ред. В. С. Храковского, по типологии императивных (1992), условных (1998) и уступительных (2004) конструкций. В пределах 2007 года вышли сборники по типологии эвиденциальных конструкций (под ред. Н. А. Козинцевой и В. С. Храковского) и сборник на английском языке под ред. В. П. Недялкова по типологии взаимных конструкций с широким международным составом исполнителей.
Ряд важных теоретических результатов, связанных с типологическими исследованиями школы, публиковался также в сборниках серии «Теория функциональной грамматики» под ред. А. В. Бондарко.

### По языкам
Как правило, в сборниках представлен сходный набор в 15-20 языков; специфика конкретного материала зависит, конечно, от состава исполнителей, а поскольку многие авторы сотрудничают в сборниках постоянно, то этот набор естественным образом меняется мало. Как правило, представлены русский, английский, немецкий и французский языки (другие романские языки практически ни разу не возникали, другие славянские и германские возникают редко), литовский, иранские, армянский, финно-угорские, тюркские, монгольские, тунгусо-манчжурские, японский, кхмерский, вьетнамский, индонезийский, арабский, грузинский, дагестанские и ряд других. Выборка эта в целом достаточно разнообразна, хотя по принятым в современной типологии критериям к ней и можно предъявить некоторые претензии. Так, лингвисту бросается в глаза отсутствие австралийских, полинезийских, дравидийских языков, очень слабая представленность африканского и американского континентов, и т. п., но всё это объясняется понятными ограничениями возможностей авторского коллектива. В ряде сборников под ред. В. П. Недялкова делается попытка преодолеть эти ограничения за счёт привлечения новых авторов, но у этого пути тоже есть свои издержки — прежде всего, затрачивается гораздо больше времени на подготовку статей.

## Оценка
За более чем 50 (в мае 2011 года прошла конференция, посвященная пятидесятилетию ЛТИЯ ИЛИ РАН) лет существования Петербургской типологической школы она получила широкую известность и признанный авторитет в международном типологическом сообществе. Выходящие сборники, как правило, рецензируются в ведущих журналах, многие из них переведены (полностью или частично) на английский язык. Активную поддержку деятельности школы оказывает Б. Комри, один из ведущих современных типологов и председатель международной Ассоциации лингвистической типологии (ALT Архивная копия от 12 ноября 2007 на Wayback Machine): в частности, английский перевод исследования по типологии результативных конструкций выходил с его предисловием и под его редакцией. Выводы, полученные в рамках исследований школы, широко цитируются европейскими и американскими типологами (в частности, в работах Дж. Байби, М. Сибатани, Б. Комри, Э. Даля, Ж. Лазара и др.); особенно большой известностью пользовались сборники по типологии каузативных, результативных и итеративных конструкций. Успеху исследовательской программы школы способствует ясность исходных положений, чёткость изложения результатов и проверяемость выводов; даже в случае несогласия с методами или результатами отдельных исследований, эти методы и результаты поддаются объективизации — для современной лингвистической работы это по-прежнему считается важным и не столь распространённым достоинством.